# Герб Шатурского района
Герб Шатурского района — официальный символ Шатурского муниципального района Московской области Российской Федерации.
Герб утверждён 17 апреля 2003 года решением Совета депутатов Шатурского района и внесён в Государственный геральдический регистр Российской Федерации под номером 1184.
25 апреля 2012 года, решением Совета депутатов Шатурского муниципального района № 13/31, в предыдущее решение было внесено дополнение, устанавливающее герб муниципального образования «Шатурский район» официальным символом муниципального образования «Шатурский район».
25 апреля 2012 года, решением Совета депутатов Шатурского муниципального района № 14/31, в связи с изменением статуса муниципального образования «Шатурский район», герб муниципального образования «Шатурский район» установлен официальным символом Шатурского муниципального района, а также было утверждено положение о гербе в новой редакции, оставив при этом без изменений описание и рисунок герба.

## Описание герба
«В зелёном поле над лазоревой (синей, голубой), тонко окаймлённой золотом оконечностью, летящий вправо и вверх с воздетыми крыльями золотой журавль, сопровождаемый выходящим в правом — нижнем углу пламенеющим солнцем (без изображения лица) того же металла».
Герб Шатурского района, в соответствии с Законом Московской области от 9 марта 1999 г. № 9/99-ОЗ "О гербе и флаге Московской области" (в редакции от 12.01.2001 № 6/2001-ОЗ), может воспроизводиться в двух равно допустимых версиях:
- с вольной частью — четырехугольником, примыкающим изнутри к верхнему краю герба Шатурского района красного цвета с воспроизведенными в нем фигурами из герба Московской области;
- без вольной части.

## Обоснование символики
За основу композиции герба Шатурского района взято его особенное географическое расположение на территории Московской области — это самый восточный приграничный район области. Во все фигуры герба заложена многозначная символика.
Журавль — символ бдительности и преданности, олицетворяет жизненную силу, абсолютный дух и чистое сознание, передает изумительную по красоте природу Шатурского края.
Кроме того, журавль, взмывающий в небо, означает стремление к совершенству, в будущее.
Восходящее солнце — символ созидательной силы, аллегорически говорит о том, что жители Шатурского района первыми в Московской области встречают восход солнца, а значит, и наступление нового дня. Возникающее солнце — символ творящего первоначала, являясь источником тепла, мира и согласия, изливает на землю поток жизнетворческих сил, а на людей — свою благодать. Люди солнца — мудрые, верные, надежные друзья.
Золото — символ прочности, богатства, величия, интеллекта и прозрения.
Лазоревая оконечность аллегорически показывает, что в районе насчитывается около 300 озёр.
Лазурь — символ чести, славы, преданности, истины, красоты, добродетели и чистого неба.
Зелёный — цвет природы, дополняет символику герба и означает достаток, процветание, стабильность.
Административно-территориальная принадлежность Шатурского района к территории Московской области показана включением в герб муниципального образования "Шатурский район" вольной части — четырёхугольником, примыкающим изнутри к верхнему краю щита червлёного (красного) цвета с воспроизведенными в нем фигурами из герба Московской области.